# درخت جهانی

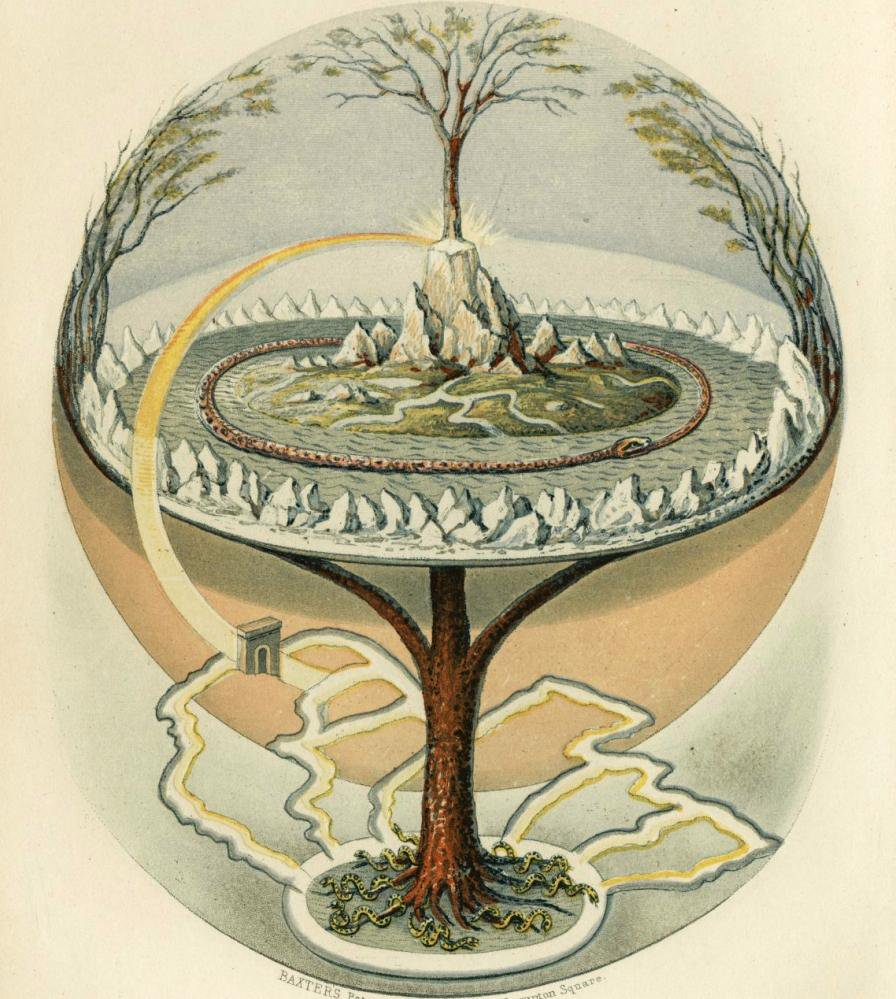
ایگدراسیل.

درخت جهانی از بن‌مایه‌های‌ موجود در چندین دین و اسطوره، به‌ویژه دین هندواروپایی، ادیان سیبری و مذاهب بومی آمریکا است. درخت جهانی به عنوان یک درخت عظیم نشان داده می‌شود که تکیه‌گاه آسمان است و علاوه بر این افلاک، جهان خاکی و به واسطه ریشه‌هایش جهان زیرین (جهان مردگان) را به هم متصل می‌کند. درخت جهانی در اسطوره‌ها می‌تواند کاملاً با مفهوم درخت زندگانی ارتباط داشته باشد.
ایگدراسیل در افسانه‌های نروژی نمونه‌ای از این مفهوم است.
برخی دانشوران بر این باورند که مفهوم درخت جهانی ریشه در زیست‌شناسی فرگشتی دارد و از آن طریق در ذهن انسان‌ها نقش گرفته‌است. این نظریه می‌گوید از آنجا که انسان‌ها از نخستی‌سانان هستند و حدود ۶۰ میلیون سال بر روی درختان زندگی می‌کردند این ایده که یک درخت گسترده تمامی جهان هستی‌شان را دربر گرفته هنوز به‌طور ناخودآگاه در پس ذهن جمعی انسان‌ها وجود دارد.